# 田中盛親
田中 盛親（たなか もりちか、慶安2年（1649年） - 享保18年7月24日（1733年9月2日））は江戸時代の薩摩藩の武士。剣術太刀流の剣客で、2代目宗家。諱は盛親。通称は喜之助。入道して傑山と号す。本姓は佐々木源氏。一般的には田中傑山で知られ、太刀流も傑山流といわれることがある。
弟子に大山貞政や野崎次郎右衛門、常陸流開祖和田助員や飛太刀流の小野郷右衛門、大脇主右衛門がいた。この5人の弟子は演武館師範を勤める。

## 経歴
寛政2年（1790年）の「諸家武芸由来」によると父は田中雲右衛門で、弟は雲左衛門という。父の雲右衛門とともに国分より鹿児島に移り、当初は、父が小納戸役を務めていた関係で城内に住んでいたが、のちに西田村に移る。西田村に移る前に火事で太刀流関係以外の、系図などの家蔵資料を焼失したという。
当初は伊勢松浦之丞貞由より示現流剣術を学び、父が創始者である太刀流を継がなかったが、父と試合をして負けたために太刀流を継いだと「示現流聞書喫緊付録系図」にある。また、「人物伝備考付録（撃剣）」では島津光久公命により太刀流を継ぐという。結局「傑山の名声世の知る所なり」といわれるほど有名となる。
菩提寺は西田村の医王山薬王寺。墓はのちに笑岳寺墓地に移る。法号は傑山昌英居士。
田中傑山の嫡家は3代で故あって絶えたが、弟・雲右衛門家が太刀流を相伝し、その3代目で傑山の外孫の田中喜助は演武館師範となる。

## 年譜
- 天和2年（1682年）6月1日：父の雲右衛門が死去。家督及び太刀流指南を継承する。
- 宝永5年（1708年）2月2日：かつての師匠の伊勢貞由が死去。
- 享保13年（1728年）：弟子の大山角四郎貞政が太刀流の免許を皆伝する。
- 享保16年（1731年）：弟子の和田源太兵衛助員が太刀流の免許を皆伝する。